# 蘿芯·斯托爾茨
蘿芯·斯托爾茨（法語：Rosine Stoltz），1815年1月13日—1903年7月30日，法國次女高音，巴黎國家歌劇院的傑出成員，她在巴黎歌劇院創造了許多主角，包括埃克托·柏遼兹的本韋努托·切利尼中的阿斯卡尼奧、達尼埃爾·奧柏的Le lac des fées中的瑪格麗特、瑪麗·史都華的主角，以及兩位葛塔諾·多尼采蒂的歌劇中的女主角：La favorite中的萊昂諾和Dom Sébastien中的澤達。

## 早年生活和訓練
斯托爾茨出生於巴黎蒙帕納斯大道上，她是禮賓員弗洛倫丁·諾埃爾和克拉拉·斯托爾茨的女兒。她在亞歷山大·艾蒂安·喬隆指導的皇家吟誦和宣言學校接受了第一次聲樂培訓。